# Витон (Минесота)
Витон (енгл. Wheaton) град је у америчкој савезној држави Минесота.

## Демографија
По попису из 2010. године број становника је 1.424, што је 195 (-12,0%) становника мање него 2000. године.
| Група             | 2000.         | 2010.         |
| Белци             | 1.583 (97,8%) | 1.368 (96,1%) |
| Афроамериканци    | 0 (0,0%)      | 8 (0,6%)      |
| Азијати           | 5 (0,3%)      | 1 (0,1%)      |
| Хиспаноамериканци | 23 (1,4%)     | 22 (1,5%)     |
| Укупно            | 1.619         | 1.424         |